# Rancho Santa Fe
Rancho Santa Fe é uma Região censo-designada localizada no estado americano da Califórnia, no Condado de San Diego.

## Demografia
Segundo o censo americano de 2000, a sua população era de 3252 habitantes.

## Geografia
De acordo com o United States Census Bureau tem uma área de 17,9 km², dos quais 17,7 km² cobertos por terra e 0,2 km² cobertos por água. Rancho Santa Fe localiza-se a aproximadamente 75 m acima do nível do mar.

## Localidades na vizinhança
O diagrama seguinte representa as localidades num raio de 16 km ao redor de Rancho Santa Fe.